# Scrancia nisus
Scrancia nisus är en fjärilsart som beskrevs av Sergius G. Kiriakoff 1967. Scrancia nisus ingår i släktet Scrancia och familjen tandspinnare. Inga underarter finns listade.